# جامكسان
جامكسان (بالإنجليزية: Hexachlorocyclohexane)‏ مركب عضوي يتكون من حلقة سداسية من ذرات الكربون (حلقي الهكسان) مع ذرة واحدة من الكلور والهيدروجين مرتبطتين بكل ذرة كربون، يعرف الجامكسان بالأسم العلمي «سداسي كلورو حلقي الهكسان». لونه أبيض ضارب إلى الصفرة، وله رائحة شبيهة بالعفن وهو غير قابل للإشتعال. الصيغة الكيميائية له C6H6Cl6.
كان سابقا يستخدم كمبيد حشري ويحضر عن طريق إضافة الكلور إلى البنزين الحلقي بوجود ضوء الشمس (الاشعة فوق البنفسجية). وفي بعض الدول إلى اليوم يستخدم كمبيد حشري لقافزات الأوراق (فصيلة من الحشرات).
يصنع الـ جاكسمان بالتفاعلات الكيميائية التالية:
- C6H6 + Cl2 → C6H5Cl + HCl
- C6H6 + 3Cl2 → C6H6Cl6

## الأضرار الصحية
- الجهاز العصبي المركزي: يتأثر بشكل كبير عند التعرض لهذا المركب. إن سداسي كلورو حلقي الهكسان هو مزيج من الأيسومر ألفا وبيتا وجاما ودلتا، وتختلف هذه الأيزومرات من حيث النوعية والكمية في النشاط البيولوجي. إن أيزومرات ألفا وجاما هي منبهات عصبية مركزية وبيتا ودلتا مثبطات عصبية. وعندما تختلط هذه الايزومرات مع بعضها، قد يقاوم أحد المكونات تأثير عنصر آخر وقد يعتمد التأثير النهائي على الجرعة والكمية. وجد أيضا أنه يؤثر على عمل القلب والكبد
- الإستنشاق: أجريت دراسة سنة 1988 على مجموعة من العاملين في المجال الصناعي، وتبين أن الـ (جاكسمان) تمتصه الرئتين عن طريق الإستنشاق عندما يكون على شكل رزاد أو بخار، ولكن لم يثبت أنه يسبب التسمم الحاد.قد يسبب استنشاق الـ جاكسمان تهيج الأنف والحلق.
- العيون: يسبب تهيج في العينين.
- الحقن: لا يوجد بيانات.
- الجلد: يمكن امتصاصه عن طريق الجلد وقد يسبب حالة تسمم خطيرة إذا تعرض الجلد لكميات كبيرة منه.
- الإبتلاع: يسبب التسمم الحاد والقاتل في حال إبتلاع كمية كبيرة منه.

## السمية

### عند البالغين
تقدر الجرعة التي تسبب حالة التسمم الخطيرة عند البالغين بحوالي 30 غم، أما الجرعة التي تسبب التسمم المتوسط فتقدر بحوالي 400 ملغم / كغ، أما استنشاق أكثر من 400 مايكروغرام / كجم ولمدة 3 أيام يسبب تأثيرات سامة وقد تكون قاتلة في بعض الأحيان.

### عند الأطفال
سجلت حالة وفاة لطفلة تبلغ من العمر 5 سنوات ووزنها 22 كجم ابتلعت بالخطأ 4.5 غم من سداسي كلورو حلقي الهكسان كمحلول بنسبه 30%. وهو ما يعادل جرعة مقدارها 180 ملغم / كغم.

## هل يسبب السرطان؟
أجرت الوكالة الدولية لبحوث السرطان (IARC) أبحاث سنة 1984 على سداسي كلور حلقي الهكسان. وتم تصنيفه ضمن المجموعة 2B. لا توجد أدلة كافية على أن هذا المركب يمكن أن يسبب السرطان للإنسان أوالحيوان.
تشير العديد من تقارير الحالات الطبية إلى وجود علاقة بين التعرض لسداسي كلور حلقي الهكسان وحدوث فقر الدم اللاتنسجي. ولوحظت زيادة في أعداد الوفيات بسرطان الرئة لدى العمال الزراعيين الذين استخدموا سداسي كلور حلقي الهكسان مع مجموعة متنوعة من مبيدات الآفات الزراعية والحشرات. البيانات الحالية المتاحة لازالت غير كافية لاستخلاص أي استنتاج.